# 湯姆·溫菲德
H·J·「湯姆」·溫菲德（英語：H. J. "Tom" Wingfield，1912年—?），是一名已故英格蘭男子羽球運動員。

## 簡歷
湯姆·溫菲德於1937年贏得荷蘭羽球公開賽男子單打冠軍。1948年，他與 V. E. Duringer一起贏得愛爾蘭羽球公開賽混合雙打冠軍。1951年，他與貝蒂·優霸一起贏得蘇格蘭羽球公開賽混合雙打冠軍。